# Jordan Ladd
Pour les articles homonymes, voir Ladd.
Jordan Ladd est une actrice américaine, née le 14 janvier 1975 à Hollywood (Californie).

## Biographie
Elle est la petite-fille de l'acteur Alan Ladd et la fille de l'actrice Cheryl Ladd (Drôles de dames).
En 2001, elle se marie avec Conor O'Neill, et divorce en juin 2005.

## Filmographie
Sauf indication contraire, les informations mentionnées dans cette section peuvent être confirmées par la base de données cinématographiques IMDb,  présente dans la section « Liens externes ».

### Cinéma
- 1995 : L'Étreinte du vampire (Embrace of the Vampire) d'Anne Goursaud : Eliza
- 1997 : Inside Out (court métrage) de Jason Gould : Summer
- 1997 : Nowhere, de Gregg Araki : Alyssa
- 1997 : Stand-ins, de Harvey Keith : Monica-Bette Davis' Stand-in
- 1999 : College Attitude (Never Been Kissed) de Raja Gosnell : Gibby
- 1999 : Junked, de Lance Lane : Niki
- 1999 : Taking the Plunge (court métrage) de Lisa Haisha : ?
- 2000 : The Specials de Craig Mazin : Nightbird / Shelly
- 2000 : Boys Life 3 (en) de Jason Gould : Summer (segment Inside Out)
- 2001 : Puzzled de Tosca Musk : Skye
- 2002 : The Perfect You (en) de Matthew Miller : Dana
- 2002 : Darkened Room (court métrage) de David Lynch : girl #1
- 2002 : For Mature Audiences Only (court métrage) de Colleen McGuinness : Liz
- 2002 : Cabin Fever d'Eli Roth : Karen
- 2004 : Club Dread de Jay Chandrasekhar : Penelope
- 2004 : Madhouse de William Butler : Sara
- 2004 : Dog Gone Love de Rob Lundsgaard : Arianna
- 2005 : Service non compris (Waiting...) de Rob McKittrick : Danielle
- 2006 : Inland Empire de David Lynch : Terri
- 2007 : Boulevard de la mort, de Quentin Tarantino : Shanna
- 2007 : Thanksgiving (court métrage) de Eli Roth : Judy
- 2007 : Hostel, chapitre II de Eli Roth : Stéphanie
- 2008 : Al's Beef (court métrage) de Dennis Hauck : l’étrangère
- 2009 : Grace de Paul Solet : Madeline Matheson
- 2010 : First Dates de Sam Wasserman : Joanna
- 2012 : Air Collision Apocalypse de Liz Adams : Lindsay Bates
- 2012 : Awaken de Daric Loo : Rachel Arai
- 2012 : Meurtre au 14e étage (Murder on the 13th Floor) de Hanelle M. Culpepper : Ariana Braxton
- 2013 : Stanley's Adventures (court métrage) de Michael Attardi : ?
- 2015 : Brentwood Strangler (court métrage) de John Fitzpatrick : Maggie
- 2017 : The Assault (en) de Jacob Cooney : Lindsay Walters
- 2017 : Good Grief de Brandon Ford Green : Cindy
- 2019 : The Untold Story de Shane Stanley : Rebecca
- 2019 : Satanic Panic de Chelsea Stardust : Kim Larson
- 2020 : The Voices de Nathaniel Nuon : Becca

### Télévision

#### Séries télévisées
- 1978 : Drôles de dames (Charlie's Angels) : Kris Munroe à 3 ans (saison 3, épisode 10)
- 1994 : Sauvés par le gong : La Nouvelle Classe (Saved by the Bell: The New Class) : Debbie (saison 2, épisode 1)
- 1994 : Love Street : Bordello player (saison 1, épisode 5)
- 1997 : Total Security : Fiona Richards (saison 1, épisode 2)
- 2001 : Six Feet Under : Ginnie (saison 1, épisode 5)
- 2005-2007 : Robot Chicken : Voix (5 épisodes)
- 2015 : Stay Filthy, Cali : une femme (saison 1, épisode 1)
- 2015 : Scary Endings (en) : Grace (saison 1, épisode 2)

#### Téléfilms
- 1990 : The Girl Who Came Between Them de Mel Damski : une serveuse
- 1993 : Un cœur en adoption (Broken Promises: Taking Emily Back) de Donald Wrye : une serveuse
- 1997 : Weapons of Mass Distraction (en) de Stephen Surjik : Letitia
- 1998 : Piège sur Internet (Every Mother's Worst Fear) de Bill L. Norton : Martha Hoagland
- 2000 : Best Actress de Harvey Frost : Amber Lyons
- 2000 : Meurtre à l'eau de rose (The Deadly Look of Love) de Sollace Mitchell : Janet Flanders
- 2007 : Le Jeu de la vérité de Nell Scovell : Avis Monroe
- 2009 : Un vœu pour être heureux (The Wishing Well) de David Jackson : Cynthia Tamerline
- 2017 : Requiem assassin (Stage Fright) de Fred Olen Ray : Sarah Conrad
- 2018 : La Proposition de Noël (The Christmas Contract) de Monika Mitchell : Breonna Guidry Doucette